# La Vierge au rideau
La Vierge au rideau est une peinture religieuse de Raphaël peinte au cours de la période 1513-1514. Le tableau est conservé à la Alte Pinakothek de Munich.

## Histoire
Il existe deux copies de l'œuvre, une à la Galerie Sabauda de Turin  (catalogue 1964, no 146) et une autre à la Galerie de l'Académie des beaux-arts de Vienne (Inv. no 240).

## Thème
Conformément à l'iconographie chrétienne, le tableau représente une Madone c'est-à-dire Marie et l'Enfant Jésus, ici en présence de saint Jean-Baptiste enfant.

## Description
Les dimensions du tableau sont 65,8 × 51,2 cm.
Devant un pan de rideau, décor de fond qui donne son nom au tableau, la Vierge, de profil, est représentée à gauche à mi-corps ; elle tient l'Enfant Jésus dans ses bras en présence du petit saint Jean en retrait sur la droite. L'Enfant Jésus par une légère torsion de la tête s'efforce de regarder le petit saint Jean dont la croix du bâton apparaît à la rencontre des deux visages et de leurs  auréoles. La Vierge est également auréolée d'un cercle doré.

## Analyse
Les représentations de la Vierge avaient une place particulière dans l'œuvre de Raphaël, cette œuvre a une place spéciale dans ses travaux par l'aspect humain de l'expression de la relation intime entre la mère et l'enfant. 
Trois personnages sont représentés devant un rideau tendu dans la partie supérieure gauche du tableau, dans les tons foncés. Marie dans une robe rouge, fine et de même couleur que son fichu avec des bordures or, tient le jeune enfant Jésus dans ses bras. 
La position de la Croix de saint Jean est remarquable parce qu'elle se situe exactement entre les deux enfants, en arrière-plan et à l'intersection de leurs deux auréoles. 
Une couleur vive détermine l'impression d'ensemble de la peinture, bien que certaines couleurs apparaissent adoucies contribuant ainsi à une plus grande harmonie.
La structure pyramidale des personnages suggère l'influence de Léonard de Vinci.

## Attribution
L'attribution à Raphaël est certaine, cette œuvre rappelant La Vierge à la chaise.